# Luís Rocha (calciatore 1986)
Luís Carlos Rocha Rodrigues, noto semplicemente come Luís Rocha (Guimarães, 13 agosto 1986), è un calciatore portoghese, difensore del Santa Clara.

## Caratteristiche tecniche
È un difensore centrale.

## Carriera
Ha esordito nella prima divisione portoghese il 15 agosto 2016 seguente disputando con il Feirense l'incontro vinto 2-0 contro l'Estoril Praia.

## Palmarès

### Club

#### Competizioni nazionali
- Segunda Liga: 2

Moreirense: 2022-2023
Santa Clara: 2023-2024